# Moimenta da Serra e Vinhó
Moimenta da Serra e Vinhó (llamada oficialmente União das Freguesias de Moimenta da Serra e Vinhó) es una freguesia portuguesa del municipio de Gouveia, distrito de Guarda.

## Historia
Fue creada el 28 de enero de 2013 en aplicación de una resolución de la Asamblea de la República de Portugal promulgada el 16 de enero de 2013 con la unión de las freguesias de Moimenta da Serra y Vinhó, pasando su sede a estar situada en la antigua freguesia de Moimenta da Serra.

## Demografía
| Gráfica de evolución demográfica de Moimenta da Serra e Vinhó entre 2011 y 2021 |
|                                                                                 |
| Datos según el nomenclátor publicado por el INE portugués.                      |